# Nhánh (cây cối)

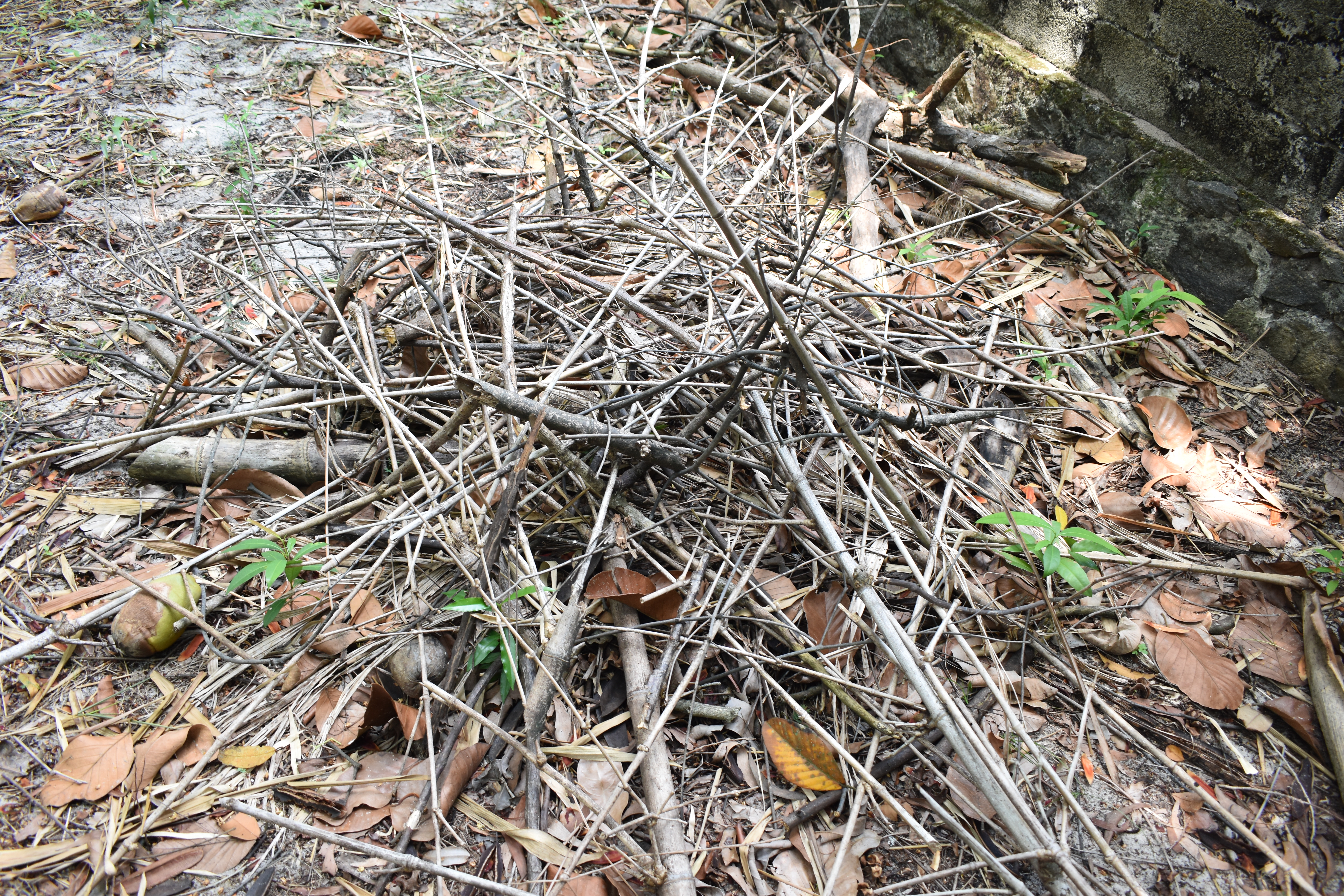
Nhánh cây được dùng làm củi ở Cherthala, Kerala, Ấn Độ, 2021

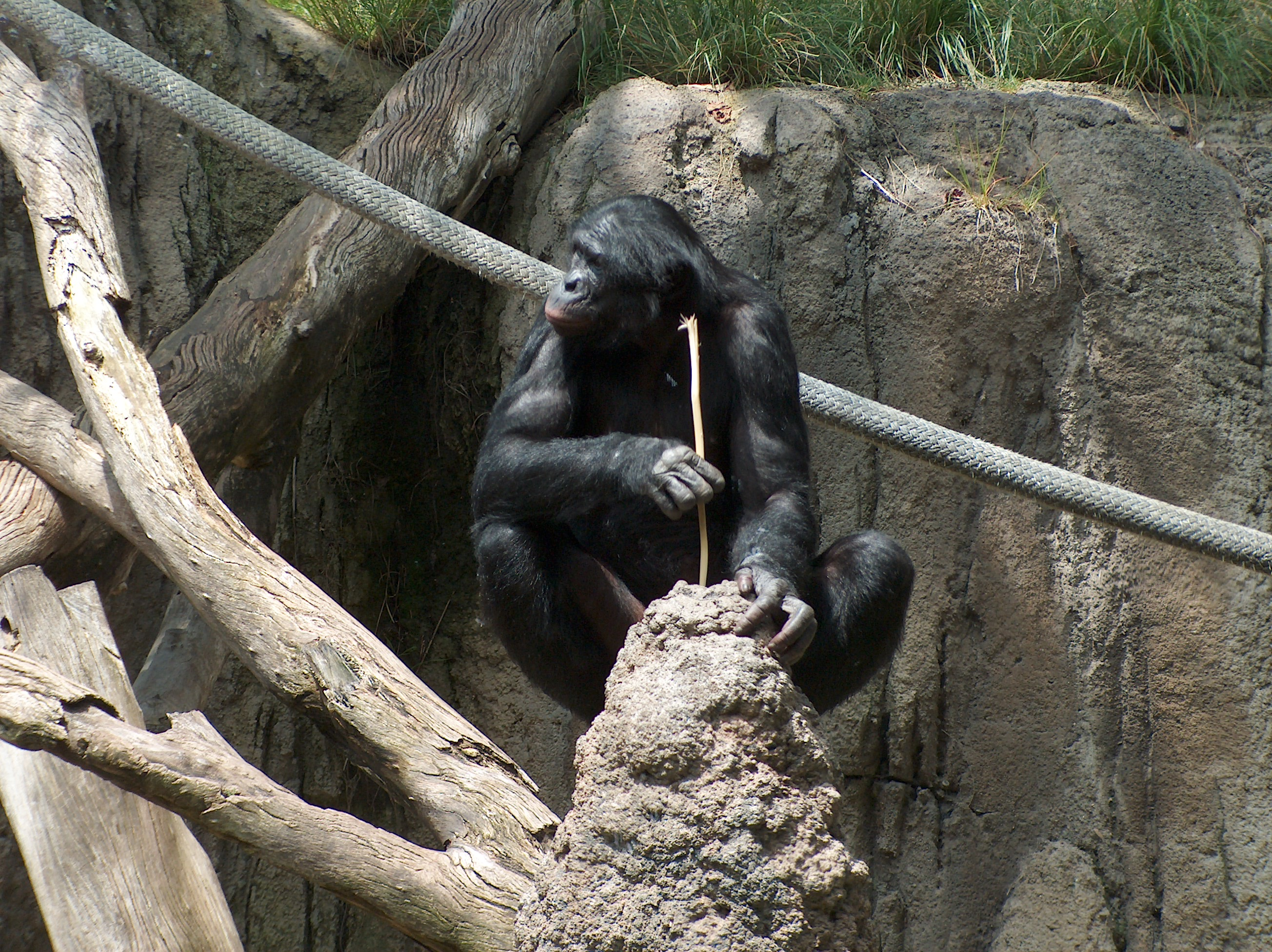
Một con tinh tinh lùn tại Vườn thú San Diego đang "câu" mối (năm 2005)

Nhánh hay nhánh cây (tiếng Anh: twig) là cành của cây thân gỗ hoặc cây bụi, thường ngắn và nhỏ. Như vậy, nhánh cũng là cành nhưng kích thước nhỏ, mỏng và ngắn hơn, phân tách từ cành.
Có hai loại nhánh: nhánh sinh dưỡng và nhánh sinh sản. Nhánh sinh sản là những nhánh chuyên biệt phân tách ra khỏi các mặt của cành, tích trữ dinh dưỡng và phát triển chậm với nhiều vòng gỗ hàng năm từ các mùa trước. 

## Vai trò

### Thực vật học
Các chồi trên nhánh cũng như các vết sẹo lõm nơi lá đã rụng là một đặc điểm mô tả quan trọng trong hình thái học thực vật. Màu sắc, kết cấu, hoa văn của vỏ cây cũng rất quan trọng, ngoài ra tính đến độ dày và tủy của nhánh.
Tuổi và tốc độ phát triển của nhánh cây có thể được xác định bằng cách đếm các vết sẹo vảy cuối mùa đông (ở thực vật ôn đới), hoặc dấu vòng hình khuyên dọc theo chiều dài của nhánh cây.

### Cuộc sống
Nhánh cây (khô) được sử dụng nhiều trong việc nhóm lửa. Chúng có thể được sử dụng làm củi mồi, lấp đầy khoảng trống giữa chất dễ cháy (cỏ, lá khô) và củi lớn.

### Công cụ của động vật
Nhánh cây còn là một công cụ của những loài động vật có vú thông minh. Ví dụ, người ta đã quan sát thấy tinh tinh sử dụng nhánh cây để "câu" mối và voi sử dụng nhánh cây để gãi những phần tai và miệng mà chúng không thể chạm đến bằng cách khác (như cọ xát vào thân cây lớn hoặc chỉ dùng vòi).